# Val Belviso
La val Belviso è una valle laterale della Valtellina, in provincia di Sondrio (Lombardia).
La valle si apre sulla sinistra orografica della Valtellina, a sud di Aprica. Per incontrarla occorre salire in parte la strada che da Tresenda sale al passo dell'Aprica.
La valle ospita il lago più grande delle Alpi Orobie, il lago di Belviso. Inoltre sul suo versante orografico sinistro sono presenti i caratteristici laghi di Torena.